# Tafaia signifer
Tafaia signifer är en skalbaggsart som beskrevs av Jan Krikken 1971. Tafaia signifer ingår i släktet Tafaia och familjen Cetoniidae. Inga underarter finns listade i Catalogue of Life.